# Yngre stenalder
Neolitikum, bondestenalder, neolitisk tid eller yngre stenalder indtrådte med agerdyrkningen og varede i Danmark fra 3900 f.Kr. til 1800 f.Kr.

## Samfundsændringen
Den yngre stenalder eller hellere bondestenalderen kendetegnes af overgangen fra jægerstenalder til et samfund, hvor beboerne gradvist etablerede faste bopladser eller små landsbyer og blev agerbrugere og kvægavlere med faste marker eller andre arealer til agerbrug og græsning (den neolitiske revolution). Udviklingen formodes at være begyndt i Mellemøsten, hvorfra kendskabet til de nye metoder har spredt sig via Anatolien (nu i Tyrkiet) over Bosporus-strædet til Europa. Herfra nåede den omkring 4000 f.Kr. med tragtbægerkulturen til Nordeuropa med Danmark, Syd- og Mellemsverige og Sydnorge. Først omkring år 1 e.Kr. nåede kendskabet til den nordlige del af Skandinavien. Den voksende kontakt med omverdenen resulterede til sidst i kendskab til metalforarbejdning af simple bronzeøkser. Dermed lægges grunden for tiden efter stenalderen: Bronzealderen.

## Yngre Stenalder i Danmark
Yngre Stenalder i Danmark opdeles i tre delperioder:
- Ældst er tragtbægerkulturen ca. 4.000 til ca. 2.800 f.Kr. Det var i denne periode, omkring 3.500 f.Kr. at byggeriet af de store jættestuer satte ind. Østeuropa og Grækenland befandt sig i kobberalderen.
- Enkeltgravskulturen fortrængte formentlig jættestuefolket og dominerede ca. 2.800 til ca. 2.200 f.Kr., mens Østeuropa og Grækenland var nået til bronzealderen.
- Den sidste del kaldes senneolitikum eller dolktid og sluttede med bronzealderens begyndelse ca. 1.700 f.Kr. Vest- og Mellemeuropa overgik fra kobberalder til bronzealder allerede 2.000 år f.Kr.

Tidsnavigation Danmark:
| Geologisk periode:       | ← Kvartær          | ← Kvartær          | ← Kvartær          | ← Kvartær          | ← Kvartær                                       | ← Kvartær                                       | ← Kvartær                                       | ← Kvartær                                       | ← Kvartær                                       | ← Kvartær                                       |
| Subepoke/epoke:          | ← Sen Pleistocæn   | ← Sen Pleistocæn   | ← Sen Pleistocæn   | ← Sen Pleistocæn   | Holocæn                                         | Holocæn                                         | Holocæn                                         | Holocæn                                         | Holocæn                                         | Holocæn                                         |
| Istid:                   | Sen Weichsel-istid | Sen Weichsel-istid | Sen Weichsel-istid | Sen Weichsel-istid | Flandern-mellemistid (den aktuelle mellemistid) | Flandern-mellemistid (den aktuelle mellemistid) | Flandern-mellemistid (den aktuelle mellemistid) | Flandern-mellemistid (den aktuelle mellemistid) | Flandern-mellemistid (den aktuelle mellemistid) | Flandern-mellemistid (den aktuelle mellemistid) |
| Kronozone:               | Ældste dryas       | Bøllingtid         | Allerødtid         | Yngre dryas        | Præboreal tid                                   | Boreal tid                                      | Atlantisk tid                                   | Subboreal tid                                   | Subboreal tid                                   | Subatlantisk tid →                              |
| Kulturhistorisk periode: |                    | Ældste stenalder   | Ældste stenalder   | Ældste stenalder   | Ældre stenalder                                 | Ældre stenalder                                 | Ældre stenalder                                 | Yngre stenalder                                 | Bronzealder                                     | Jernalder                                       |

## Neolitisk religion
Der er ni neolitiske civilisationer (8000-3000 f.Kr.):
- det nordvestlige Europa

- Det sydøstlige Europa,
- Lilleasien

- Malaya

- Japan

- Nordkina

- Nordafrika

- Nildalen og

- Mellemamerika.

Disse kulturer havde fokus på religiøse centre som Lepenski Vir  i Donau-området (7000-6500 f.Kr.) og Çatalhöyük i Anatolien (6300-5400 f.Kr.). De var optaget af naturens hellighed, årstidernes gang og modergudinder. Dertil forfædrekult, frugtbarhedsriter, begravelsesceremonier, husguder, megalittiske monumenter, helleristninger og keramik. Der var et tæt forhold mellem menneskene, den verden de forsøgte at finde sig til rette i, og de overnaturlige magter, de mente fandtes i begge. Dette livssyn ligger nært op ad Nordamerikas indianeres.